# أوسمان
أوسمان (الروسية: Усмань) هي إحدى مدن روسيا في الكيان الفدرالي الروسي ليبيتسك أوبلاست.

## أعلام
- نيكولاي باسوف